# Piatigorsk
Piatigorsk (Пятигорск, en rus, Cinc muntanyes) és una ciutat de Rússia, capital del Districte Federal del Caucas Nord. La creació d'aquest districte, el 2010, per a millorar l'administració de la zona estratègica i altament conflictiva del Caucas, va suposar una promoció en la popularitat d'aquesta tranquil·la ciutat balneària.

## La ciutat i l'aigua
La ciutat és situada dins del krai de Stàvropol, a uns 150 km de la seva capital, Stàvropol. Fou fundada el 1780, al redós d'un fort militar rus, i el 1803, arran de les excel·lències medicinals descrites de les aigües minerals de les seves fonts, s'hi van començar a obrir hotels i balnearis.
L'existència de les deus d'aigües medicinals ja és constatada per Ibn Battuta el segle XIV. Més tard, a principis del xviii, Pere el Gran hi va enviar una expedició científica a estudiar-les.
Actualment té més de 140.000 habitants. Hi ha indústria diversa però l'activitat econòmica principal gira entorn del turisme de les aigües. A part dels hotels i balnearis, hi ha més d'una dotzena de sanatoris, que reben més de 150.000 usuaris anuals.

## Lérmontov
La ciutat va esdevenir d'actualitat el 27 de juliol de 1841 quan el més famós poeta rus del moment, Mikhaïl Lérmontov, va protagonitzar un duel en el qual va morir. En el paratge on va tenir lloc l'enfrontament s'hi va aixecar un monument el 1973.

## Ciutats agermanades

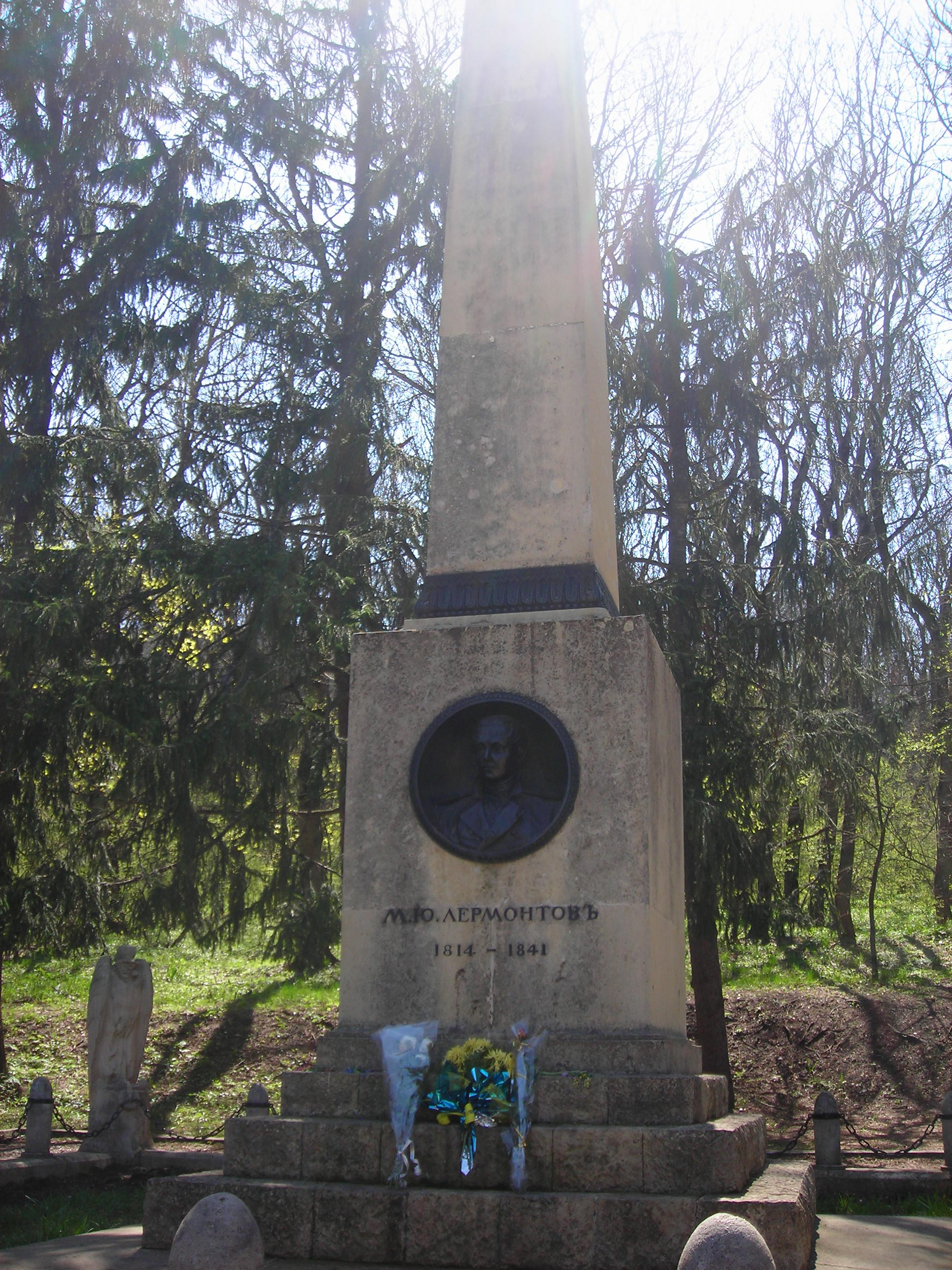
El lloc del duel de Lérmontov

- Dubuque, Estats Units
- Kochi, Índia
- Panagyurishte, Bulgària
- Trícala, Grècia
- Hévíz, Hongria
- Schwerte, Alemanya